# Direitos LGBT na Nigéria

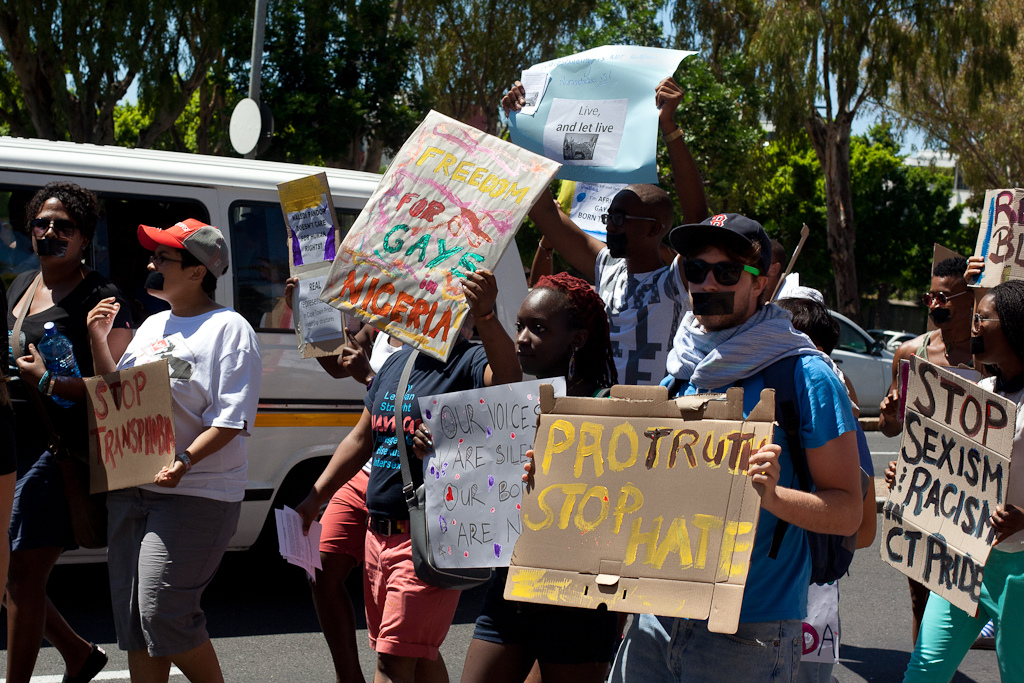
Protesto contra a homofobia na Nigéria.

A diversidade sexual na Nigéria é ilegal de acordo com o Capítulo 21, Artigos 214 e 217 do código penal nigeriano e a pena por tal delito pode chegar a 14 anos de prisão. A região norte da Nigéria comporta uma maioria islâmica e é considerada extremamente conservadora. De acordo com a Lei sharia, a qual se aplica à questão da homossexualidade, relações sexuais anais (Liwat) são punidas com 100 chibatadas (pena dada a homens solteiros) e, no caso de homens casados, a pena é de um ano de prisão e morte por apedrejamento. A partir de março de 2006, a mídia tem veiculado que muitos cidadãos (por volta de uma dúzia ou mais) são sentenciados à morte por apedrejamento desde 2000, mas as sentenças não foram executadas.

## Reconhecimento do casamento entre pessoas do mesmo sexo
Em 18 de janeiro de 2007, o Conselho Executivo Federal aprovou uma lei, Ato (proibitivo) do Casamento entre Pessoas do Mesmo Sexo de 2006, proibindo o casamento entre pessoas do mesmo sexo, enviando-o para a Assembleia nacional para votação urgente. De acordo com o Ministro da Justiça, Bayo Ojo, a lei foi sugerida pelo Presidente Olusegun Obasanjo, seguindo as demonstrações a respeito do casamento entre pessoas do mesmo sexo durante o conferência internacional sobre HIV/AIDS (ICASA) em 2005.
A lei proposta estabelece cinco anos de prisão para qualquer cidadão que tolera, incita, testemunha, auxilia ou consuma um casamento entre pessoas do mesmo sexo. A mesma lei também proíbe qualquer demonstração de uma relação amorosa entre iguais e a ainda a adoção de crianças por gays e lésbicas. Parece que a lei será bem aceita no Parlamento, recebendo pouca oposição de seus membros constituintes. O banimento do casamento entre pessoas do mesmo sexo fará da Nigéria o segundo país na África a tornar tais uniões um crime. Em 2005, a constinuição de Uganda sofreu emenda para que o mesmo casamento fosse definitivamente banido.
Essa mesma lei também pune com cinco anos de prisão qualquer profissional que advogue ou apoie os direitos de gays e lésbicas. A lei traz, ainda, uma proposta de banimento de qualquer forma de relação com um homossexual. A intenção da lei é, na verdade, banir tudo que se associe com o termo ou a natureza "gay" no país.
Em fevereiro de 2006, o Departamento dos Estados Unidos condenou a proposta. Em março de 2006, 16 grupos de direitos humanos internacionais assinaram um documento condenando a lei, alegando que a mesma é uma violação ao direito de liberdade de expressão, de associação e reuniões garantidas por leis internacionais, bem como pela Carta Africana de Direitos Humanos e dos Povos e uma barreira na luta contra a disseminação da AIDS. Some sources claim that Nigeria has the world's third-highest population of persons with AIDS: 3.6 million Nigerians are infected with HIV.

## Vida LGBT na Nigéria
A hostilidade pública contra as relações homossexuais na Nigéria é bastante difundida, um país extremamente conservador com mais de 130 milhões de habitantes, divido em duas categorias religiosas: os muçulmanos ao norte e os cristãos ao sul.
| Atividade homossexual permitida                                    | Sim para as mulheres que vivem fora da região sob Charia; Não para as mulheres que vivem na região sob Charia/Não para os homens em qualquer região do país |
| Idade igual de consentimento                                       | Não |
| Lei anti-discriminação no emprego                                  | Não |
| Lei anti-discriminação no fornecimento de bens e serviços públicos | Não |
| Lei anti-discriminação em outras áreas                             | Não |
| Casamento entre pessoas do mesmo sexo                              | Não |
| Reconhecimento de uniões do mesmo sexo                             | Não |
| Adoção por casais do mesmo sexo                                    | Não |
| Gays e lésbicas autorizados a servir nas Forças Armadas            | Não |
| Direito de mudar de gênero                                         | Não |
| Barriga de aluguel comercial para casais do mesmo sexo             | Não |
| Homossexuais têm direito a doar sangue                             | Não |